# West Valley City
West Valley City város az Amerikai Egyesült Államokban, Utah államban, Salt Lake megyeben. Lakosainak száma 140 230 fő (2020. április 1.). West Valley City Salt Lake City és West Jordan községekkel határos.

## Népesség
A település népességének változása:

| 2010 | 129 480 |
| 2020 | 140 230 |